# نيك سميث (راكب الكنو)
نيك سميث (بالإنجليزية: Nick Smith)‏ هو راكب الكنو بريطاني، ولد في 15 نوفمبر 1969.

## وصلات خارجية
- نيك سميث على موقع أوليمبيديا (الإنجليزية)
- نيك سميث على موقع اللجنة الأولمبية البريطانية (الإنجليزية)